# Liste von Bibliotheken in Mali
Die Liste von Bibliotheken in Mali führt eine Auswahl von Bibliotheken in Mali auf.

## Übersicht
- Nationalbibliothek von Mali, Bamako
- Fondo Kati Bibliothek, Timbuktu
- Ahmed-Baba-Institut, Timbuktu
- Mamma Haidara Bibliothek, Timbuktu
- Al-Wangari Bibliothek, Timbuktu